# 64 г. пр.н.е.
64 (шестдесет и четвърта) година преди новата ера (пр.н.е.) е година от доюлианския (Помпилийски) римски календар.

## Събития

### В Римската република
- Консули на Римската република са Луций Юлий Цезар и Гай Марций Фигул.
- Помпей Велики нахлува в Иверия и разбива съюзническата на Митридат VI иверийска армия и се завръща в Понт, където раздава части от това царство на съюзните на Рим царства в Мала Азия, а остатъка запазва като зависима и подчинена държава.[1]
- Помпей навлиза в Сирия и окупира столицата на Селевкидите Антиохия. Последният владетел на тази династия Антиох XIII Азиатик е принуден да бяга и скоро е убит.[1]
- Юли – Марк Тулий Цицерон е един от избраните консули за следващата година. Сред неуспелите кандидати е Катилина.

## Родени
- Страбон, древногръцки географ и историк (умрял ок. 23 г.)
- Хигин, латински автор (умрял ок. 17 г.)
- Николай Дамаски, историк и философ (умрял ок. 4 г. пр.н.е.)
- Марк Валерий Месала Корвин, римски военачалник, писател и меценат на литерурата и изкуството (умрял 8 г.)

## Починали
- Антиох XIII Азиатик, владетел от династията на Селевкидите